# Wayne Hussey
Pour les articles homonymes, voir Hussey.
Jerry Wayne Hussey (né le 26 mai 1958) est un musicien anglais né à Bristol, en Angleterre. Il est surtout connu comme chanteur de The Mission, et pour avoir été le guitariste des Sisters of Mercy.

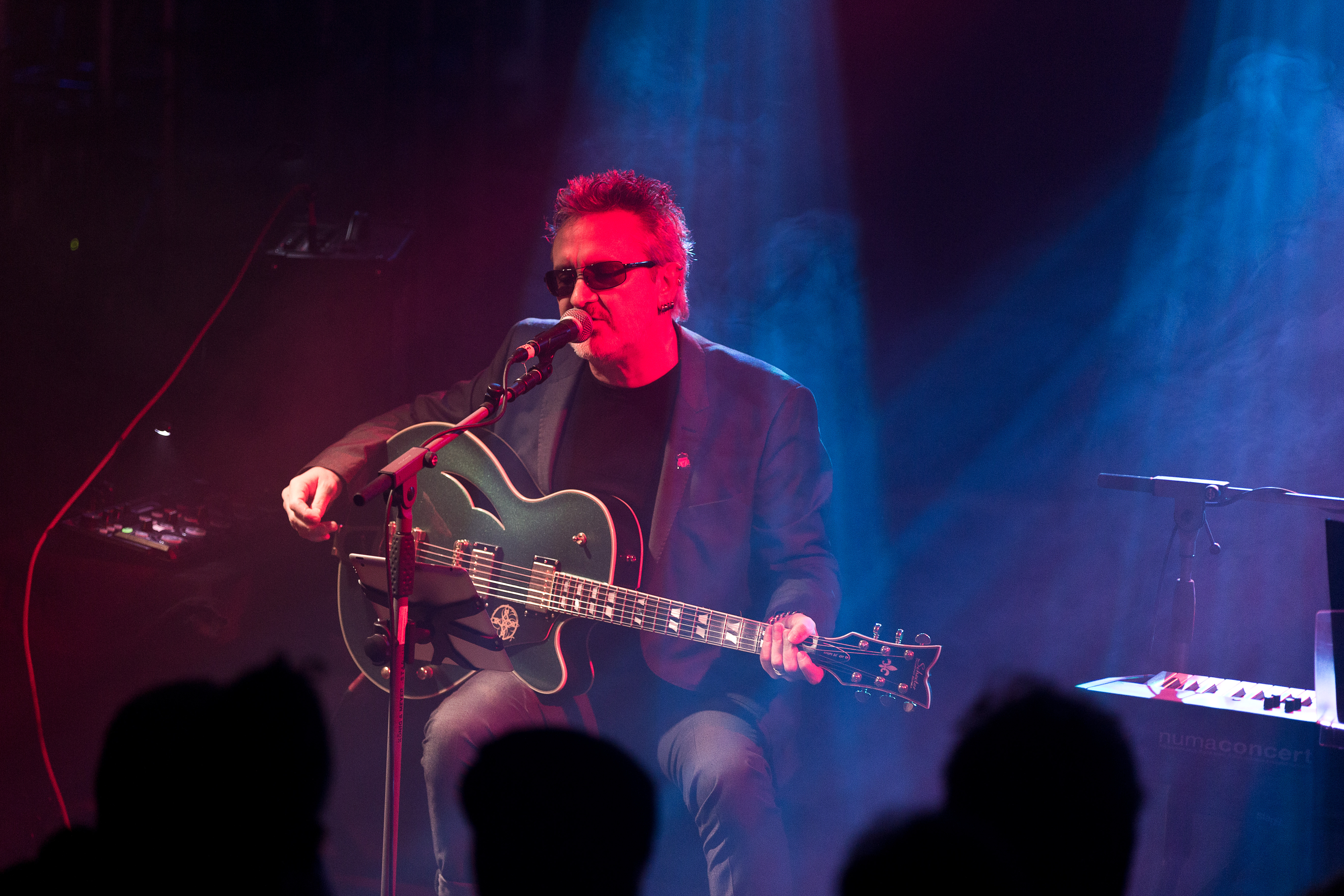
Wayne Hussey au festival Kasematten en Allemagne, 2016.

## Biographie
Hussey a grandi à Bristol. Influencé dans sa jeunesse par Marc Bolan et son groupe T. Rex, il aspire à devenir guitariste. Scolarisé dans une école de l'Église de Jésus-Christ des saints des derniers jours, il se rebelle contre le souhait de ses parents qu'il devienne missionnaire, et déménage à Liverpool à la fin des années 1970 pour rejoindre la scène du Eric s Club, une célèbre boîte de nuit de l'époque.
Au début des années 1980, Hussey commence à jouer dans des groupes, notamment avec Pauline Murray and The Invisible Girls, où il fait ses premières armes comme auteur-compositeur. Son premier succès survient quand il intègre Dead or Alive, à la demande du chanteur Pete Burns. Après que Burns a décidé de se consacrer essentiellement au travail en studio, Hussey décide de quitter le groupe et se voit proposer un poste au sein des Sisters of Mercy, se concentrant sur les guitares 6 cordes et 12 cordes. Lorsque les Sisters se déchirent, Hussey et le bassiste Craig Adams forment Sisterhood, vite rebaptisé The Mission, et recrutent Mick Brown à la batterie et Simon Hinkler aux guitares. Wayne Hussey a vécu à Leeds un certain temps avant de déménager à Londres vers la fin des années 1980.
Hussey a produit et joué sur plusieurs enregistrements d'All about Eve, groupe signé sur le même label que The Mission, Mercury Records, et à la fin des années 1990, il a fourni quelques remixes pour Cleopatra Records, label basé à Los Angeles. Il a également produit, remixé et joué quelques pistes pour le groupe Gossamer de Columbus dans l'Ohio, dont le titre Run paru dans la première compilation Unquiet Grave de Cleopatra Records. Il a aussi produit et joué sur Brilliant Mistakes du groupe grec The Flowers of Romance. Hussey a joué en concert à la fois avec Gary Numan et avec The Cure. Il est un fan du Liverpool F. C. et, après que son équipe a remporté la finale de la Ligue des Champions en 2005, il a composé une chanson intitulée Draped in Red sur l'album de God is a Bullet.
Hussey vit actuellement à São Paulo, au Brésil, marié à une actrice brésilienne, Cinthya, et a deux enfants issus de relations antérieures.

## Carrière Solo
Depuis 2002, Hussey joue régulièrement seul en concert, interprétant le répertoire de The Mission, de nouvelles chansons et des reprises. Après avoir interrompu The Mission une seconde fois au début de 2009, il sort en octobre son premier album solo, intitulé Bare, sur Sony Music (l'édition allemande comporte quatre titres bonus).
En mai 2009, Hussey annonce, sur le site de The Mission et dans une interview sur BBC 6 Music, que lui et Julianne Regan (All About Eve) travaillaient ensemble à un album de reprises, de réinterprétations d'œuvres anciennes et de nouvelles chansons, et a invité ses fans à proposer des idées de reprises pour ce duo. Cet album, intitulé Curios, est finalement publié à l'automne 2011 sur Cherry Red Records sous le nom de Hussey-Regan. En 2014, il sort son second album solo, Songs of Candlelight & Razorblades, en grande partie acoustique.

## L'équipement
Lorsqu'il chante en solo, Hussey utilise une Martin D42. Lorsqu'il joue en live avec le groupe, Hussey utilise actuellement une Schecter Corsair 12 cordes fabriquée spécialement pour lui par la marque pour le 25e anniversaire de The Mission à la fin de 2011  ; auparavant, il a déjà utilisé une Gretsch White Falcon. En studio, il utilise à la fois une Fender Telecaster et une Fender Starcaster. Actuellement, sa sonorité de 12-cordes est composée d'une Fender électrique, un Vox Teardrop, une Ovation acoustique, et une Taylor acoustique. Lorsqu'il jouait avec les Sisters of Mercy, il utilisait une Aria Pro II.

## Discographie

### Dead or Alive
- It's Been Hours Now EP (1982)
- The Stranger / Some of that (1982)
- Sophisticated Boom Boom (1984)

### The Sisters of Mercy
- Body and Soul  (1984)
- Walk Away (1984)
- No Time To Cry (1985)
- First and Last and Always (1985)

### The Mission
- God's Own Medicine (1986)
- The First Chapter (1987)
- Children (1988)
- Carved in Sand (janvier 1990)
- Grains of Sand (novembre 1990)
- Masque (1992)
- Neverland (1995)
- Blue (1996) Aura (2001)
- God is a Bullet (2007)
- Dum Dum Bullet (2010)
- The Brightest Light (2013)
- Another Fall from Grace (2016)

### Wayne Hussey
- Bare (2009)
- Songs of Candlelight and Razorblades (2014)

### Hussey-Regan
- Curios (2011)